# 百足足尼命
阿曇百足（あずみ の ももたり、生没年不詳）は、『風土記』に伝わる古代日本の豪族。『記紀』には彼に関する記載は存在しない。『肥前国風土記』では阿曇連百足（あずみのむらじももたり）と表記される。

## 出自
発祥の地は『和名類聚抄』には、筑前国糟屋郡志珂郷から阿曇郷にかけての一帯（現在の福岡市東区志賀島から糟屋郡新宮町）が発祥の地とされており、大和政権に帰属した段階で、摂津国に拠点を移している。ワタツミの神を始祖としており、『新撰姓氏録』には、「海神綿積豊玉彦神子穂高見命之後也」と記されている。

## 概要
阿曇百足は、『肥前国風土記』では景行朝、『播磨国風土記』では孝徳朝の人物とされるが、史料ごとに時代に大きく差があるのは、百足が安曇氏の祖としての伝説上の人物であったからである。

## 記録
『肥前国風土記』によると、景行天皇の時、
その中の二つの島は有人島で、小近（おぢか）という島には「土蜘蛛大耳」（つちぐもおおみみ）が、大近（おおちか）という島には、「土蜘蛛垂耳」（つちぐもたりみみ）が住んでいた。百足は大耳らを獲得した。天皇は彼らを誅殺しようとしたが、大耳たちは以下のように述べた。
そう言って、木の皮を取って、長鮑・鞭鮑・短鮑・陰鮑・羽割鮑の調理をし、献上した。天皇は恩を与えて、赦免した。その島は遠いけれども一見すると近いように見えるので、「近の島」というべきだとして、値嘉の島と名づけられた。
『同風土記』には続けて、
とある。これは、「海人」の言語が支配者層とは違う異民族のものであったことを示しているのではないか、と黛弘道は述べている。
また、『播磨国風土記』には、百足たちが難波（なにわ）の浦上（うらかみ）というところに住んでいて、移住した場所を元の居住地の地名をとって、「浦上」と名づけた、という話もある。百足が難波で住んでいたのは、平安時代に東大寺領安曇江荘があった現在の大阪市西成区堀江地区であり、『日本書紀』に見え、後に安曇氏が氏寺とした「阿曇寺」は、大阪市中央区安堂寺町にあったと考えられている。このことから、安曇氏は摂津国西成郡をも拠点としていたことがわかる。
なお、7世紀中葉の孝徳朝の頃に、同じ『播磨国風土記』に同名の百便（ももたり）の野があって、百枝（ももえ）の稲が生えていた。これを阿曇連百足が稲を刈り入れて天皇に献上した。その際に天皇は、
という勅令を出した。そこで、浜足は一族の阿曇連太牟（あずみのむらじたむ）を派遣して、現地の人夫（よぼろ）を召し抱えて、開墾させた。そこでこの野の名を「百便」（ももたり）といい、村の名前を「石海」（いわみ）と号した、とある。
以上の話から、阿曇一族が大和王権の中で、大勢力へと成長しつつある過程を垣間見ることができる。